# Dieter Massin

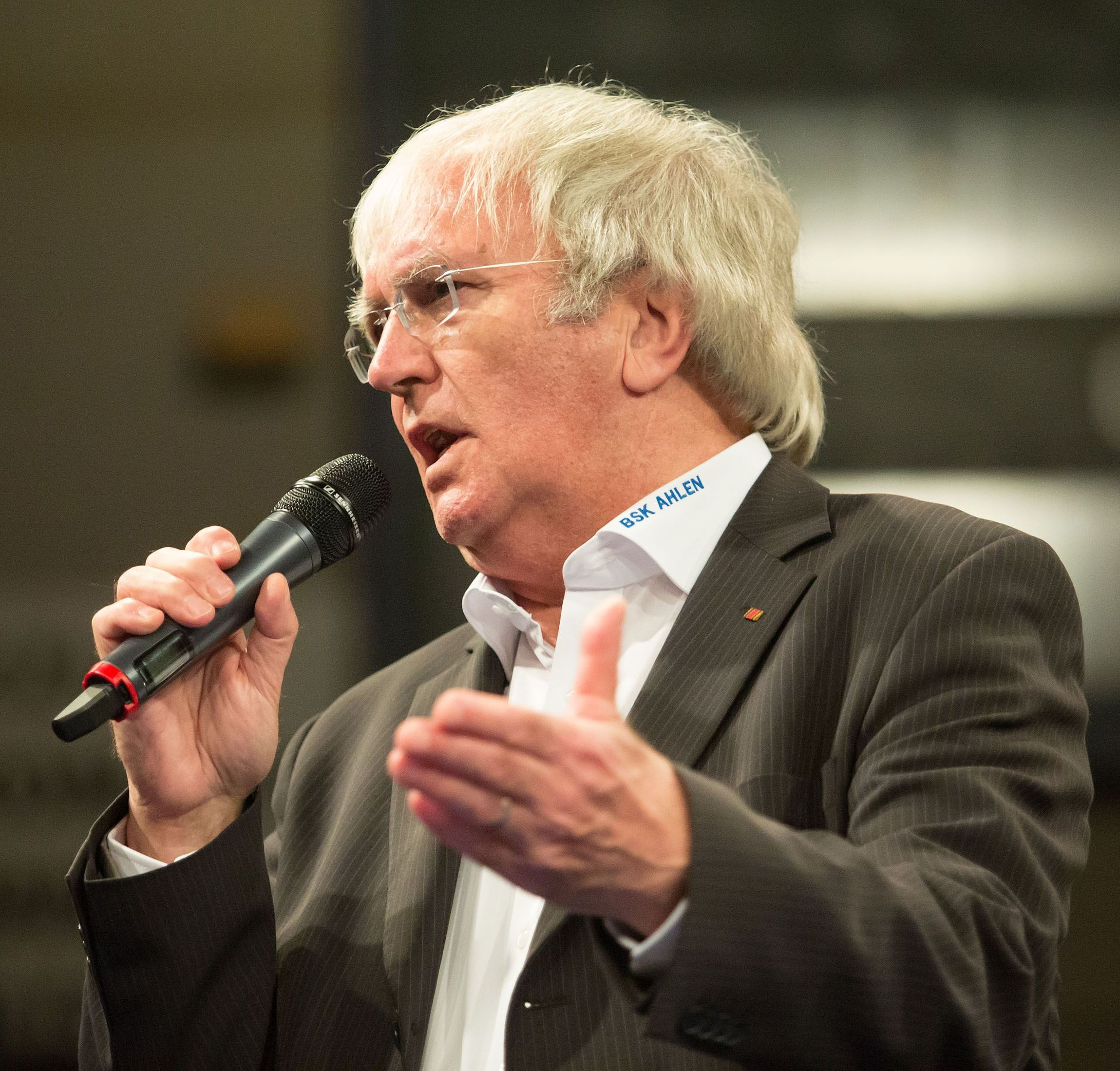
Dieter Massin

Dieter Massin (* 14. November 1940 in Teschen, Landkreis Teschen) ist ein deutscher Autor, Sportfunktionär und Seniorensportler. Er war Präsident des Europäischen Senioren-Leichtathletik-Verbandes (EVAA) sowie Vizepräsident des Deutschen Leichtathletik-Verbands (DLV) sowie Lehrer und Konrektor. Darüber hinaus ist er seit 2010 Ehrenvorsitzender der LG Ahlen, seit 2011 Ehrenmitglied der World Masters Athletics (WMA), seit 2012 Ehrenpräsident der European Veterans Athletics Association (EVAA) und seit 2015 Ehrenpräsident des Box-Sport Klubs 27 Ahlen. Für sein „langjähriges Engagement – vor allem im sportlichen Bereich –“ erhielt er 2009 das Bundesverdienstkreuz am Bande.

## Leben
Massin wurde als Kind deutscher Eltern in Teschen geboren. Nach dem Zweiten Weltkrieg flüchtete Massin mit seinen Eltern nach Ahlen. Hier besuchte er ab 1947 die Volksschule und später das städtische Gymnasium.
Ab 1956 war Dieter Massin als Mitbegründer und langjähriger Vorsitzender der Leichtathletik-Abteilung des Spiel- und Sportvereins (SSV) „Westfalia“ Ahlen und in der späteren Leichtathletik-Gemeinschaft (LG) Ahlen als Trainer, Jugendbetreuer und vor allem Ideengeber für neue Wettkampfformen sowie Ausrichter von Sportveranstaltungen aktiv. Unter anderem leitete Massin von 1967 bis 2001 alle Kreis-Schulsportfeste der Leichtathletik in Ahlen und war als Organisator und Initiator der Stadt-Schulsportfeste in Leichtathletik, Handball, Basketball und Schwimmen maßgeblich beteiligt. 1967 gründete Dieter Massin die „Freiwilligen SchülerSportgemeinschaften“ und fungierte darin bis 2001 als deren Organisator. Für den Kreissportbund Warendorf war er zunächst von 1979 bis 1990 als Schulsport-Beauftragter, anschließend bis 1996 als Geschäftsführer und danach als Vorsitzender (bis 2004) tätig.
Von 1967 bis 1977 arbeitete er im Leichtathletik-Jugendausschuss des Fußball- und Leichtathletik-Verbandes Westfalen (FLVW) mit und gehörte als Kreis-Leichtathletik-Obmann dem Vorstand des Kreises Beckum an. Als ehrenamtlicher Landestrainer in der Disziplin Stabhochsprung führte Massin von 1966 bis 1975 zahlreiche westfälische Talente an die Spitze. Hinzu kamen Trainerausbildungen in verschiedenen Ländern Afrikas und Asiens, die Dieter Massin im Auftrag des Bundesentwicklungshilfeministeriums von 1969 bis 1974 wahrnahm.
2009 wurde Massin vom Bundesministerium für Familie, Senioren, Frauen und Jugend zum Botschafter der Senioren ernannt. Für die Kampagne „Alter schafft Neues“ des Bundesministeriums für Familie, Senioren, Frauen und Jugend war Massin zusammen mit fünf weiteren ehrenamtlich Engagierten ausgewählt worden.
Auf lokaler Ebene wurde Massin durch seine Sportkolumne Juppa bekannt. Zusammen mit Herbert Rüsing griff er hier Ahlener Zeitgeschehen und Sportgeschichten auf. Massin und Rüsing schrieben die Kolumne im Dialekt des gesprochenen Ruhrdeutsches. Die Kolumne wurde von März 2005 immer donnerstags in der Ahlener Zeitung veröffentlicht und erlangte, bis zur Einstellung Ende 2010, Kultstatus bei den Lesern. Die Serie wird von Massin als Blog im Internet weitergeführt.

## Ehrungen
- 1985: Ehrennadel in Silber des Deutschen Leichtathletik-Verbandes (DLV)
- 1989: Ehrennadel in Gold des Deutschen Leichtathletik-Verbandes
- 1989: Ehrennadel des Fußball- und Leichtathletik-Verbandes Westfalen
- 1998: Ehrenvorsitzender im Kreissportbund-Warendorf
- 2005: Ehrenschild des Deutschen Leichtathletik-Verbands
- 2007: Premio della Carriera, Auszeichnung in Numana (Italien)
- 2009: Bundesverdienstkreuz am Bande
- 2010: Ehrenvorsitzender der LG Ahlen
- 2011: Ehrenmitglied der World Masters Athletics (WMA)
- 2012: Ehrenpräsident der European Veterans Athletics Association (EVAA)
- 2015: Ehrenpräsident des Box-Sport Klubs 27 Ahlen

## Veröffentlichungen
- Du mein Ahlen – Lebens- und liebenswert lebendige Stadt an der Werse, zusammen mit Mechthild Massin, Anno-Verlag, Ahlen, 2017, ISBN 978-3-939256-73-1
- Ahlen wegweisend – 50 Straßen, Wege und Plätze: Porträts und Geschichte(n), zusammen mit Mechthild Massin, Anno-Verlag, Ahlen, 2014, ISBN 978-3-939256-17-5
- Fun in Athletics – Kinderleichtathletik, zusammen mit Wilfried Vonstein, Gudrun Busse und Michael Ballmann, Meyer & Meyer, Aachen, 2001, ISBN 978-389124-662-7
- Senioren Leichtathletik (Zeitschrift), Beiträge in jeder Ausgabe des Magazins, das mit Heft 1/2005 erstmals im Meyer & Meyer Verlag, Aachen, erschien und mit Ausgabe 11/2013 eingestellt wurde
- Juppa ihm sein Rückblick, Kolumne in der Ahlener Zeitung